# Hans Hoffmann-Ybbs
Hans Hoffmann-Ybbs (* 1. Jänner 1928 in Ybbs an der Donau, Niederösterreich; † 30. August 2005 in Grieskirchen) war ein  österreichischer Maler.

## Leben und Werk
Hans Hoffmann wurde 1928 in Ybbs an der Donau geboren. Von 1942 bis 1947 besuchte er die Höhere Graphische Bundes-Lehr- und Versuchsanstalt in Wien.
1962 gründete er mit Charlotte Buck das Künstlerzentrum im Wasserschloss Parz bei Grieskirchen, wo er auch nach dessen Schließung 1998 bis zu seinem Tode 2005 lebte und arbeitete.
Hoffmann-Ybbs war u. a. Träger des österreichischen Ehrenkreuzes für Wissenschaft und Kunst I. Klasse sowie zahlreicher Preise und Auszeichnungen. 1991 erhielt er den Kulturpreis des Landes Oberösterreich für Malerei.
Er war bei Ausstellungen in Österreich, BRD, Frankreich, Schweiz, Tschechien und Italien vertreten.
Werke besitzen:
- Albertina Wien, OÖ. Landesmuseum Linz, NÖ. Landesmuseum St. Pölten,
- Neue Galerie der Stadt Linz,
- Kunstsammlung des Landes Oberösterreich
- Die Städte: Linz, Wels, Wien, Graz, Ybbs, Ulm, Pescia,
- Werke in Privatbesitz: Österreich, Deutschland, Italien, Schweiz, Belgien, USA

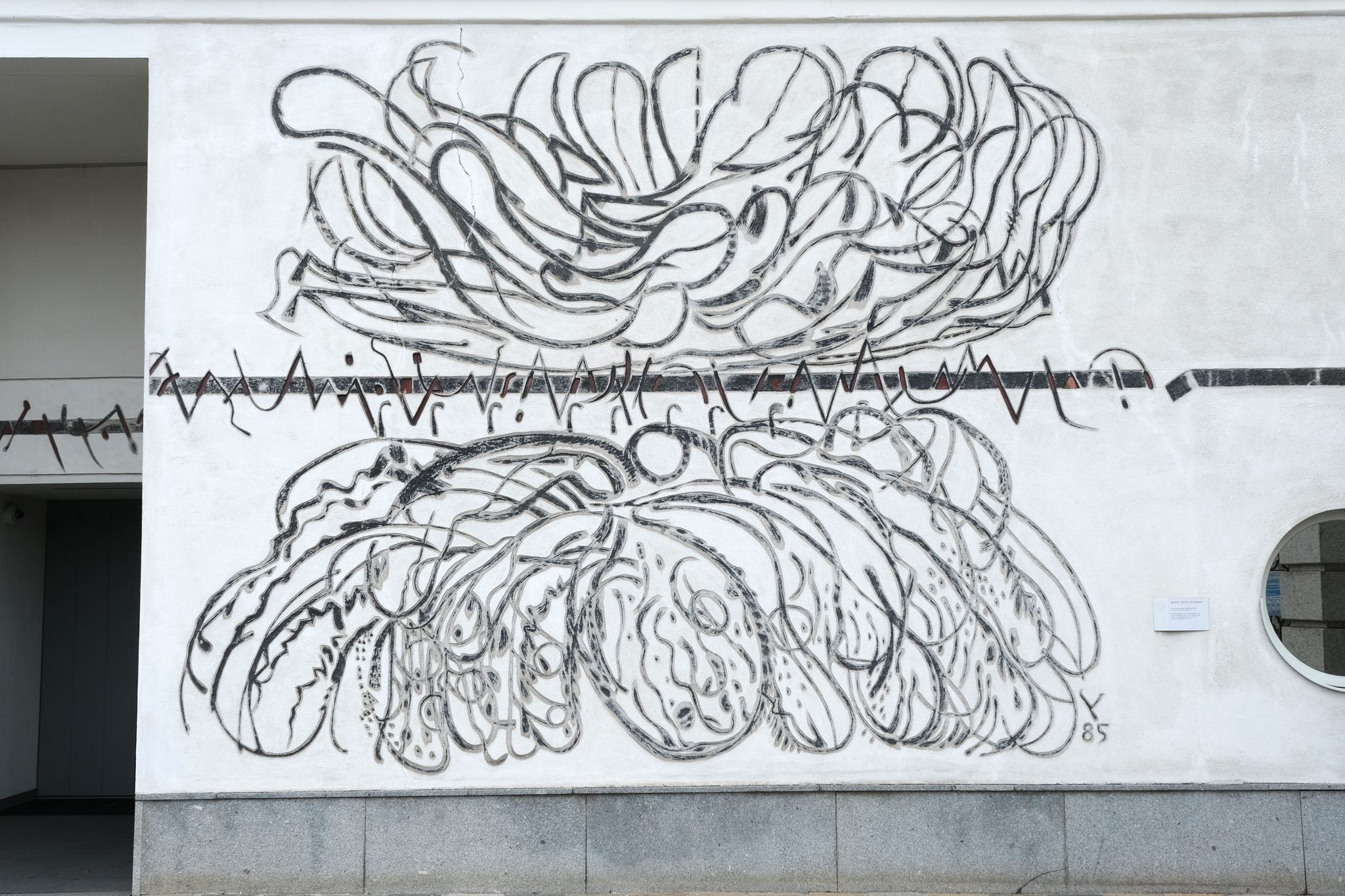
Ritzzeichnung Werden und Vergehen

Weitere Arbeiten sind öffentliche Wandbilder, wie die Ritzzeichnung Werden und Vergehen beim Eingang zum Linzer Barbarafriedhof und das Wandbild zu den Keplerschen Gesetzen am Liftturm des Studentenheimes in der Linzer Altenberger Straße. Ein denkmalgeschütztes Sgraffito von Anfang der 1960er-Jahre am ehemaligen Gemeindeamt in Scharten wurde 2018 vor dem Abbruch des Gebäudes herausgeschnitten und so erhalten.

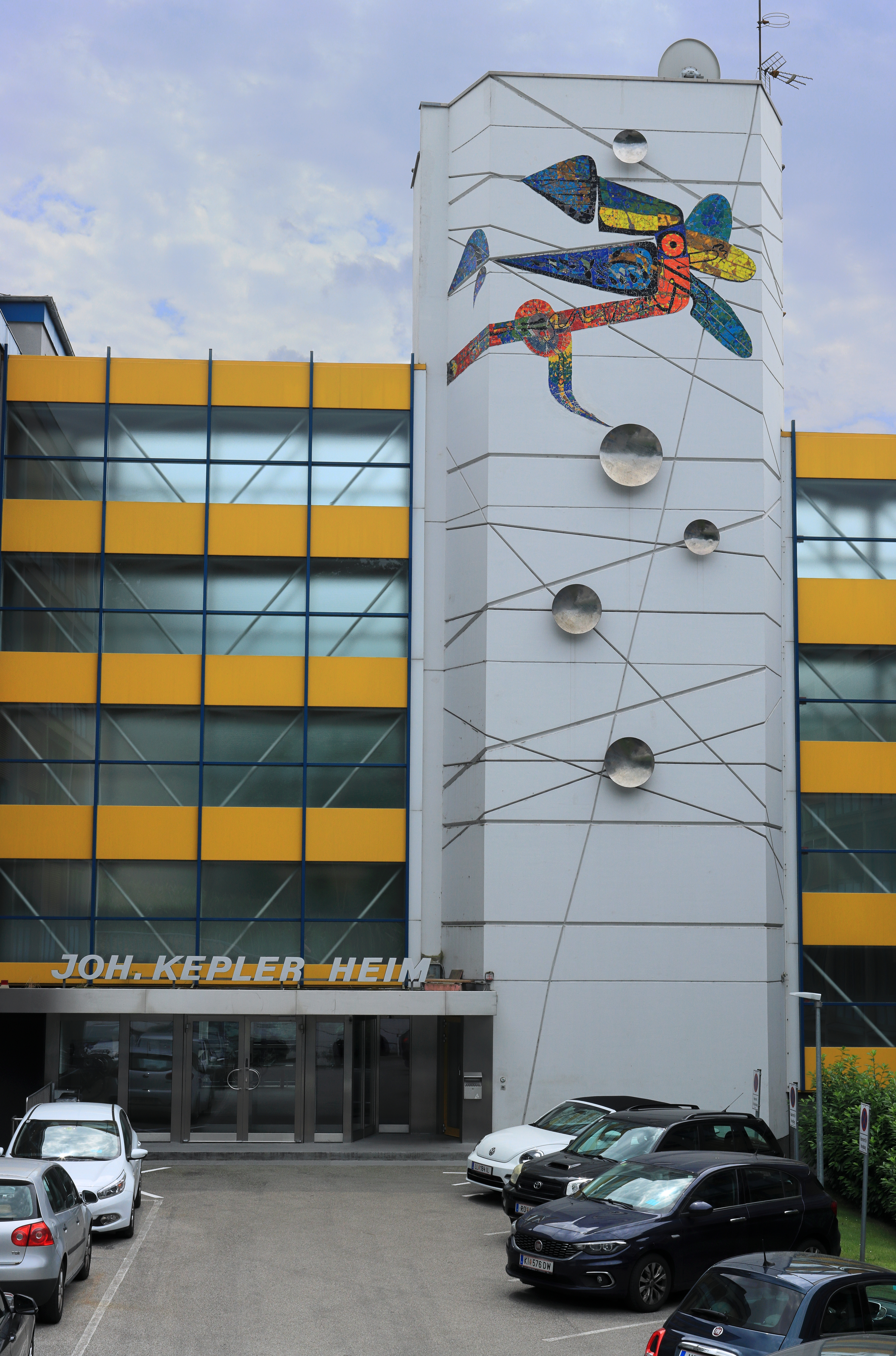
Wandbild am Johannes-Kepler-Heim
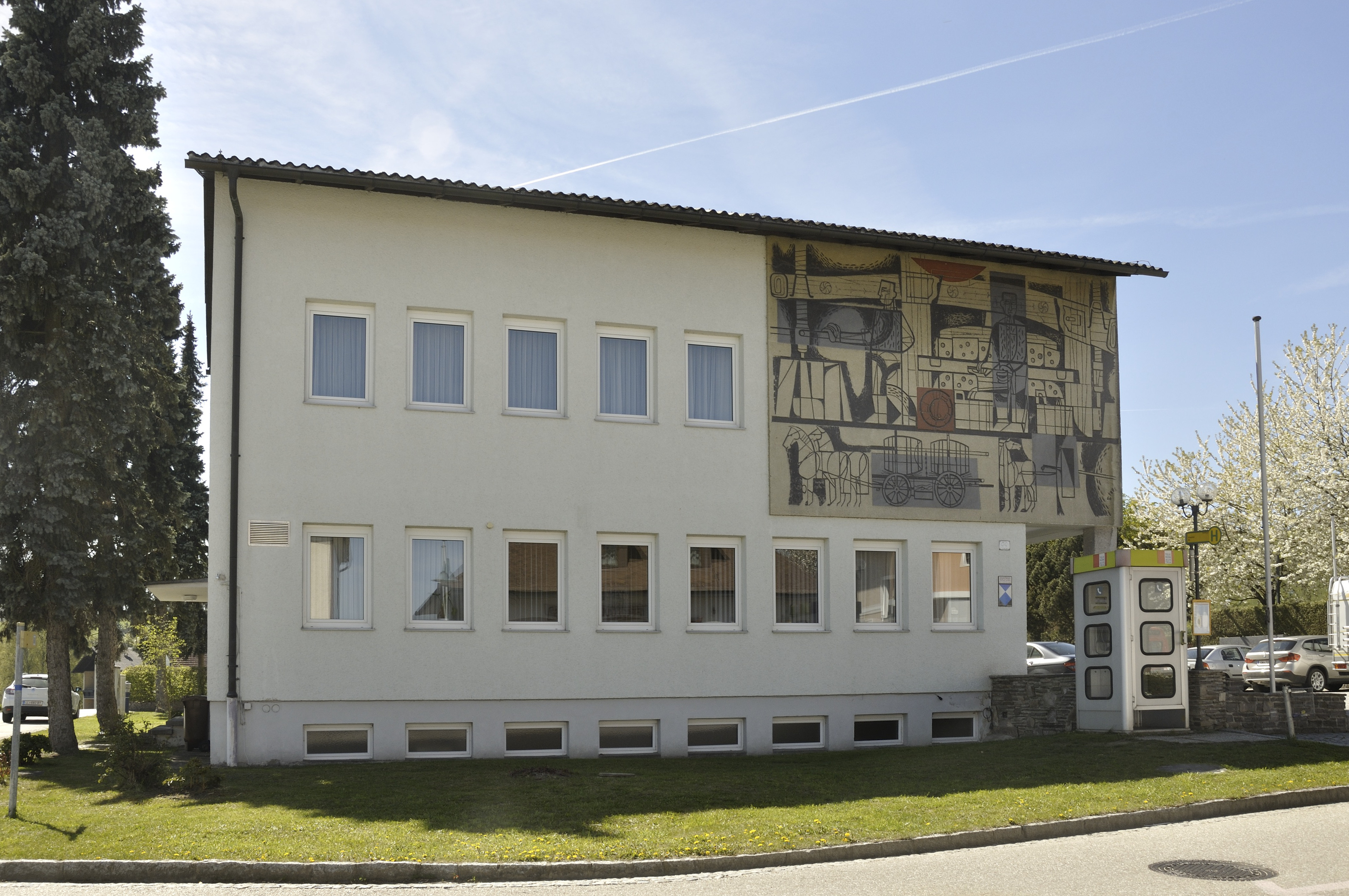
Das alte Schartener Gemeindeamt mit dem Sgraffito (Aufnahme von 2012)

## Auszeichnungen und Preise (Auswahl)
- Berufstitel Professor
- Kulturpreis des Landes Oberösterreich für bildende Kunst 1999
- Kulturmedaille der Stadt Wels
- Silbermedaille und Ehrenmitglied der Academia Internationale Tommasco Campanella, Rom
- Konsulent für Kunstpflege des Amtes der Landesregierung Oberösterreich
- Österreichisches Ehrenkreuz für Wissenschaft und Kunst I. Klasse